# Élections générales espagnoles
Les élections générales espagnoles (en espagnol : elecciones generales de España) se tiennent, sous l'empire de la Constitution de 1978, tous les quatre ans, afin de renouveler l'intégralité du Congrès des députés et la majeure partie du Sénat. Le président du gouvernement bénéficie d'un droit de dissolution discrétionnaire, qui est formellement utilisé par le Roi.

## Sous la Restauration bourbonienne
Lors de la Restauration bourbonienne (1876-1931), le mandat des députés et sénateurs élus — seule la moitié de ces derniers le sont, via un suffrage indirect — au Cortes est de 5 ans. Au cours de la Restauration, le Parlement est dissout à 20 reprises — plus de 50 gouvernements ont été formés au cours de la même période —, soit une durée moyenne de législature d’environ 2 ans, et aucune législature n’ira à son terme,,.
Le système  électoral de la Restauration se caractérise par une alternance concertée au pouvoir (le turno), avec la complicité de la monarchie et des réseaux de caciques, entre les deux partis dynastiques, Parti libéral et Parti conservateur. Le gouvernement est toujours formé avant les élections et non sur la base préalable de celles-ci. L'exécutif « fabrique » des élections sur mesure : les résultats sont convenus — et souvent même publiés dans la presse — à l'avance. Au cours de la Restauration, tous les gouvernements sans exception disposeront d’une majorité au Parlement. Ceci est rendu possible par l’absence d’un véritable corps électoral indépendant du système de partis.
Au début du XXe siècle le régime entre peu à peu en crise et perd l'appui d'une grande partie de la population, en particulier en Catalogne. Le mouvement régénérationniste réclame  sans succès des réformes radicales pour sortir l'Espagne de son marasme.
À la suite du coup d'État de Primo de Rivera, qui se lève contre la crise du système parlementaire, le roi cède le pouvoir au général qui ouvre une période de dictature. Les difficultés et protestations qui ressurgissent avec véhémence à la fin des années 1920 et au début de la décennie suivante provoquent la démission de Primo de Rivera en 1930. Le roi le remplace par un autre général, Dámaso Berenguer, qui démissionne à son tour en début d'année suivante, et se trouve remplacé par l'amiral Aznar-Cabañas. On décide finalement la mise en place d'élections municipales, qui révèlent une écrasante prédominance des républicains dans les grandes villes. Le Roi fuit le pays et la Seconde République est proclamée le 14 avril 1931.

## Depuis la Transition démocratique
La Constitution de 1978 crée un parlement bicaméral, les Cortes Generales, composé du Congrès des députés et du Sénat. Les deux chambres sont élues pour quatre ans. Les circonscriptions électorales du Congrès correspondant aux provinces et aux villes autonomes de Ceuta et Melilla. Celles du Sénat correspondent aux provinces, aux villes autonomes et aux îles ou groupe d'îles des Baléares et des Canaries. Le Congrès se compose de 350 députés, élus à la proportionnelle D'Hondt avec un seuil électoral de 3 %. Le Sénat est constitué de 208 sénateurs élus (et de sénateurs désignés par les parlements des communautés autonomes en proportion de leur population), au scrutin majoritaire plurinominal. Le nombre de députés est proportionnel à la population de chaque province, avec un minimum de deux sièges par province. Le nombre de sénateurs par circonscription varie de un à quatre en fonction de ce qu'indique la Constitution.
| Date    | Participation | Vainqueur                    | Vainqueur                         | Score   | Sièges    | Sièges    | Président du gouvernement | Président du gouvernement          |
| Date    | Participation | Vainqueur                    | Vainqueur                         | Score   | Congrès   | Sénat     | Président du gouvernement | Président du gouvernement          |
| ------- | ------------- | ---------------------------- | --------------------------------- | ------- | --------- | --------- | ------------------------- | ---------------------------------- |
| 1977    | 78,83 %       |                              | Union du centre démocratique      | 34,44 % | 165 / 350 | 107 / 207 |                           | Adolfo Suárez                      |
| 1979    | 68,04 % ()    |                              | Union du centre démocratique      | 34,84 % | 168 / 350 | 118 / 208 |                           | Adolfo Suárez                      |
| 1979    | 68,04 % ()    | Leopoldo Calvo-Sotelo (1981) | Union du centre démocratique      | 34,84 % | 168 / 350 | 118 / 208 |                           |                                    |
| 1982    | 79,97 % ()    |                              | Parti socialiste ouvrier espagnol | 48,11 % | 202 / 350 | 134 / 208 |                           | Felipe González                    |
| 1986    | 70,49 % ()    |                              | Parti socialiste ouvrier espagnol | 44,06 % | 184 / 350 | 124 / 208 |                           | Felipe González                    |
| 1989    | 69,74 % ()    |                              | Parti socialiste ouvrier espagnol | 39,60 % | 175 / 350 | 107 / 208 |                           | Felipe González                    |
| 1993    | 76,44 % ()    |                              | Parti socialiste ouvrier espagnol | 38,78 % | 159 / 350 | 96 / 208  |                           | Felipe González                    |
| 1996    | 77,38 % ()    |                              | Parti populaire                   | 38,79 % | 156 / 350 | 112 / 208 |                           | José María Aznar                   |
| 2000    | 68,71 % ()    |                              | Parti populaire                   | 44,52 % | 183 / 350 | 127 / 208 |                           | José María Aznar                   |
| 2004    | 75,66 % ()    |                              | Parti socialiste ouvrier espagnol | 42,59 % | 164 / 350 | 89 / 208  |                           | José Luis Rodríguez Zapatero       |
| 2008    | 73,85 % ()    |                              | Parti socialiste ouvrier espagnol | 43,87 % | 169 / 350 | 96 / 208  |                           | José Luis Rodríguez Zapatero       |
| 2011    | 68,94 % ()    |                              | Parti populaire                   | 44,63 % | 186 / 350 | 136 / 208 |                           | Mariano Rajoy                      |
| 2015    | 69,67 % ()    |                              | Parti populaire                   | 28,71 % | 123 / 350 | 124 / 208 |                           | Mariano Rajoy (affaires courantes) |
| 2016    | 66,48 % ()    |                              | Parti populaire                   | 33,01 % | 137 / 350 | 130 / 208 |                           | Mariano Rajoy                      |
| 2016    | 66,48 % ()    | Pedro Sánchez (2018)         | Parti populaire                   | 33,01 % | 137 / 350 | 130 / 208 |                           |                                    |
| 04/2019 | 71,76 % ()    |                              | Parti socialiste ouvrier espagnol | 28,67 % | 123 / 350 | 123 / 208 |                           | Pedro Sánchez (affaires courantes) |
| 11/2019 | 66,23 % ()    |                              | Parti socialiste ouvrier espagnol | 28,00 % | 120 / 350 | 93 / 208  |                           | Pedro Sánchez                      |
| 2023    | 66,59 % ()    |                              | Parti populaire                   | 33,06 % | 137 / 350 | 120 / 208 |                           | Pedro Sánchez                      |

### Répartition des sièges
| Nombre de sièges au Congrès des députés par province | Nombre de sièges au Congrès des députés par province | Nombre de sièges au Congrès des députés par province | Nombre de sièges au Congrès des députés par province | Nombre de sièges au Congrès des députés par province | Nombre de sièges au Congrès des députés par province | Nombre de sièges au Congrès des députés par province | Nombre de sièges au Congrès des députés par province | Nombre de sièges au Congrès des députés par province | Nombre de sièges au Congrès des députés par province | Nombre de sièges au Congrès des députés par province | Nombre de sièges au Congrès des députés par province | Nombre de sièges au Congrès des députés par province | Nombre de sièges au Congrès des députés par province | Nombre de sièges au Congrès des députés par province | Nombre de sièges au Congrès des députés par province | Nombre de sièges au Congrès des députés par province | Nombre de sièges au Congrès des députés par province |
| ---------------------------------------------------- | ---------------------------------------------------- | ---------------------------------------------------- | ---------------------------------------------------- | ---------------------------------------------------- | ---------------------------------------------------- | ---------------------------------------------------- | ---------------------------------------------------- | ---------------------------------------------------- | ---------------------------------------------------- | ---------------------------------------------------- | ---------------------------------------------------- | ---------------------------------------------------- | ---------------------------------------------------- | ---------------------------------------------------- | ---------------------------------------------------- | ---------------------------------------------------- | ---------------------------------------------------- |
| Élections générales espagnoles                       | Élections générales espagnoles                       | 1977                                                 | 1979                                                 | 1982                                                 | 1986                                                 | 1989                                                 | 1993                                                 | 1996                                                 | 2000                                                 | 2004                                                 | 2008                                                 | 2011                                                 | 2015                                                 | 2016                                                 | 04/19                                                | 11/19                                                | 2023                                                 |
|                                                      |                                                      |                                                      |                                                      |                                                      |                                                      |                                                      |                                                      |                                                      |                                                      |                                                      |                                                      |                                                      |                                                      |                                                      |                                                      |                                                      |                                                      |
| Circonscriptions                                     | Alava                                                | 4                                                    | 4                                                    | 4                                                    | 4                                                    | 4                                                    | 4                                                    | 4                                                    | 4                                                    | 4                                                    | 4                                                    | 4                                                    | 4                                                    | 4                                                    | 4                                                    | 4                                                    | 4                                                    |
| Circonscriptions                                     | Albacete                                             | 4                                                    | 4                                                    | 4                                                    | 4                                                    | 4                                                    | 4                                                    | 4                                                    | 4                                                    | 4                                                    | 4                                                    | 4                                                    | 4                                                    | 4                                                    | 4                                                    | 4                                                    | 4                                                    |
| Circonscriptions                                     | Alicante                                             | 9                                                    | 9                                                    | 9                                                    | 10                                                   | 10                                                   | 10                                                   | 11                                                   | 11                                                   | 11                                                   | 12                                                   | 12                                                   | 12                                                   | 12                                                   | 12                                                   | 12                                                   | 12                                                   |
| Circonscriptions                                     | Almería                                              | 5                                                    | 5                                                    | 5                                                    | 5                                                    | 5                                                    | 5                                                    | 5                                                    | 5                                                    | 5                                                    | 6                                                    | 6                                                    | 6                                                    | 6                                                    | 6                                                    | 6                                                    | 6                                                    |
| Circonscriptions                                     | Asturies                                             | 10                                                   | 10                                                   | 10                                                   | 9                                                    | 9                                                    | 9                                                    | 9                                                    | 9                                                    | 8                                                    | 8                                                    | 8                                                    | 8                                                    | 8                                                    | 7                                                    | 7                                                    | 7                                                    |
| Circonscriptions                                     | Ávila                                                | 3                                                    | 3                                                    | 3                                                    | 3                                                    | 3                                                    | 3                                                    | 3                                                    | 3                                                    | 3                                                    | 3                                                    | 3                                                    | 3                                                    | 3                                                    | 3                                                    | 3                                                    | 3                                                    |
| Circonscriptions                                     | Badajoz                                              | 7                                                    | 7                                                    | 7                                                    | 6                                                    | 6                                                    | 6                                                    | 6                                                    | 6                                                    | 6                                                    | 6                                                    | 6                                                    | 6                                                    | 6                                                    | 6                                                    | 6                                                    | 5                                                    |
| Circonscriptions                                     | îles Baléares                                        | 6                                                    | 6                                                    | 6                                                    | 6                                                    | 6                                                    | 7                                                    | 7                                                    | 7                                                    | 8                                                    | 8                                                    | 8                                                    | 8                                                    | 8                                                    | 8                                                    | 8                                                    | 8                                                    |
| Circonscriptions                                     | Barcelone                                            | 33                                                   | 33                                                   | 33                                                   | 33                                                   | 32                                                   | 32                                                   | 31                                                   | 31                                                   | 31                                                   | 31                                                   | 31                                                   | 31                                                   | 31                                                   | 32                                                   | 32                                                   | 32                                                   |
| Circonscriptions                                     | Biscaye                                              | 10                                                   | 10                                                   | 10                                                   | 10                                                   | 10                                                   | 9                                                    | 9                                                    | 9                                                    | 9                                                    | 8                                                    | 8                                                    | 8                                                    | 8                                                    | 8                                                    | 8                                                    | 8                                                    |
| Circonscriptions                                     | Burgos                                               | 4                                                    | 4                                                    | 4                                                    | 4                                                    | 4                                                    | 4                                                    | 4                                                    | 4                                                    | 4                                                    | 4                                                    | 4                                                    | 4                                                    | 4                                                    | 4                                                    | 4                                                    | 4                                                    |
| Circonscriptions                                     | Cáceres                                              | 5                                                    | 5                                                    | 5                                                    | 5                                                    | 5                                                    | 5                                                    | 5                                                    | 5                                                    | 4                                                    | 4                                                    | 4                                                    | 4                                                    | 4                                                    | 4                                                    | 4                                                    | 4                                                    |
| Circonscriptions                                     | Cadix                                                | 8                                                    | 8                                                    | 8                                                    | 9                                                    | 9                                                    | 9                                                    | 9                                                    | 9                                                    | 9                                                    | 9                                                    | 8                                                    | 9                                                    | 9                                                    | 9                                                    | 9                                                    | 9                                                    |
| Circonscriptions                                     | Cantabrie                                            | 5                                                    | 5                                                    | 5                                                    | 5                                                    | 5                                                    | 5                                                    | 5                                                    | 5                                                    | 5                                                    | 5                                                    | 5                                                    | 5                                                    | 5                                                    | 5                                                    | 5                                                    | 5                                                    |
| Circonscriptions                                     | Castellón                                            | 5                                                    | 5                                                    | 5                                                    | 5                                                    | 5                                                    | 5                                                    | 5                                                    | 5                                                    | 5                                                    | 5                                                    | 5                                                    | 5                                                    | 5                                                    | 5                                                    | 5                                                    | 5                                                    |
| Circonscriptions                                     | Ceuta                                                | 1                                                    | 1                                                    | 1                                                    | 1                                                    | 1                                                    | 1                                                    | 1                                                    | 1                                                    | 1                                                    | 1                                                    | 1                                                    | 1                                                    | 1                                                    | 1                                                    | 1                                                    | 1                                                    |
| Circonscriptions                                     | Ciudad Real                                          | 5                                                    | 5                                                    | 5                                                    | 5                                                    | 5                                                    | 5                                                    | 5                                                    | 5                                                    | 5                                                    | 5                                                    | 5                                                    | 5                                                    | 5                                                    | 5                                                    | 5                                                    | 5                                                    |
| Circonscriptions                                     | Cordoue                                              | 7                                                    | 7                                                    | 7                                                    | 7                                                    | 7                                                    | 7                                                    | 7                                                    | 7                                                    | 7                                                    | 6                                                    | 6                                                    | 6                                                    | 6                                                    | 6                                                    | 6                                                    | 6                                                    |
| Circonscriptions                                     | La Corogne                                           | 9                                                    | 9                                                    | 9                                                    | 9                                                    | 9                                                    | 9                                                    | 9                                                    | 9                                                    | 9                                                    | 8                                                    | 8                                                    | 8                                                    | 8                                                    | 8                                                    | 8                                                    | 8                                                    |
| Circonscriptions                                     | Cuenca                                               | 4                                                    | 4                                                    | 4                                                    | 3                                                    | 3                                                    | 3                                                    | 3                                                    | 3                                                    | 3                                                    | 3                                                    | 3                                                    | 3                                                    | 3                                                    | 3                                                    | 3                                                    | 3                                                    |
| Circonscriptions                                     | Gérone                                               | 5                                                    | 5                                                    | 5                                                    | 5                                                    | 5                                                    | 5                                                    | 5                                                    | 5                                                    | 6                                                    | 6                                                    | 6                                                    | 6                                                    | 6                                                    | 6                                                    | 6                                                    | 6                                                    |
| Circonscriptions                                     | Grenade                                              | 7                                                    | 7                                                    | 7                                                    | 7                                                    | 7                                                    | 7                                                    | 7                                                    | 7                                                    | 7                                                    | 7                                                    | 7                                                    | 7                                                    | 7                                                    | 7                                                    | 7                                                    | 7                                                    |
| Circonscriptions                                     | Guadalajara                                          | 3                                                    | 3                                                    | 3                                                    | 3                                                    | 3                                                    | 3                                                    | 3                                                    | 3                                                    | 3                                                    | 3                                                    | 3                                                    | 3                                                    | 3                                                    | 3                                                    | 3                                                    | 3                                                    |
| Circonscriptions                                     | Guipuscoa                                            | 7                                                    | 7                                                    | 7                                                    | 7                                                    | 7                                                    | 6                                                    | 6                                                    | 6                                                    | 6                                                    | 6                                                    | 6                                                    | 6                                                    | 6                                                    | 6                                                    | 6                                                    | 6                                                    |
| Circonscriptions                                     | Huelva                                               | 5                                                    | 5                                                    | 5                                                    | 5                                                    | 5                                                    | 5                                                    | 5                                                    | 5                                                    | 5                                                    | 5                                                    | 5                                                    | 5                                                    | 5                                                    | 5                                                    | 5                                                    | 5                                                    |
| Circonscriptions                                     | Huesca                                               | 3                                                    | 3                                                    | 3                                                    | 3                                                    | 3                                                    | 3                                                    | 3                                                    | 3                                                    | 3                                                    | 3                                                    | 3                                                    | 3                                                    | 3                                                    | 3                                                    | 3                                                    | 3                                                    |
| Circonscriptions                                     | Jaén                                                 | 7                                                    | 7                                                    | 7                                                    | 6                                                    | 6                                                    | 6                                                    | 6                                                    | 6                                                    | 6                                                    | 6                                                    | 6                                                    | 5                                                    | 5                                                    | 5                                                    | 5                                                    | 5                                                    |
| Circonscriptions                                     | León                                                 | 6                                                    | 6                                                    | 6                                                    | 5                                                    | 5                                                    | 5                                                    | 5                                                    | 5                                                    | 5                                                    | 5                                                    | 5                                                    | 5                                                    | 4                                                    | 4                                                    | 4                                                    | 4                                                    |
| Circonscriptions                                     | Lleida                                               | 4                                                    | 4                                                    | 4                                                    | 4                                                    | 4                                                    | 4                                                    | 4                                                    | 4                                                    | 4                                                    | 4                                                    | 4                                                    | 4                                                    | 4                                                    | 4                                                    | 4                                                    | 4                                                    |
| Circonscriptions                                     | Lugo                                                 | 5                                                    | 5                                                    | 5                                                    | 5                                                    | 5                                                    | 5                                                    | 4                                                    | 4                                                    | 4                                                    | 4                                                    | 4                                                    | 4                                                    | 4                                                    | 4                                                    | 4                                                    | 4                                                    |
| Circonscriptions                                     | Madrid                                               | 32                                                   | 32                                                   | 32                                                   | 33                                                   | 33                                                   | 34                                                   | 34                                                   | 34                                                   | 35                                                   | 35                                                   | 36                                                   | 36                                                   | 36                                                   | 37                                                   | 37                                                   | 37                                                   |
| Circonscriptions                                     | Malaga                                               | 8                                                    | 8                                                    | 8                                                    | 9                                                    | 10                                                   | 10                                                   | 10                                                   | 10                                                   | 10                                                   | 10                                                   | 10                                                   | 11                                                   | 11                                                   | 11                                                   | 11                                                   | 11                                                   |
| Circonscriptions                                     | Melilla                                              | 1                                                    | 1                                                    | 1                                                    | 1                                                    | 1                                                    | 1                                                    | 1                                                    | 1                                                    | 1                                                    | 1                                                    | 1                                                    | 1                                                    | 1                                                    | 1                                                    | 1                                                    | 1                                                    |
| Circonscriptions                                     | Murcie                                               | 8                                                    | 8                                                    | 8                                                    | 8                                                    | 9                                                    | 9                                                    | 9                                                    | 9                                                    | 9                                                    | 10                                                   | 10                                                   | 10                                                   | 10                                                   | 10                                                   | 10                                                   | 10                                                   |
| Circonscriptions                                     | Navarre                                              | 5                                                    | 5                                                    | 5                                                    | 5                                                    | 5                                                    | 5                                                    | 5                                                    | 5                                                    | 5                                                    | 5                                                    | 5                                                    | 5                                                    | 5                                                    | 5                                                    | 5                                                    | 5                                                    |
| Circonscriptions                                     | Ourense                                              | 5                                                    | 5                                                    | 5                                                    | 5                                                    | 5                                                    | 4                                                    | 4                                                    | 4                                                    | 4                                                    | 4                                                    | 4                                                    | 4                                                    | 4                                                    | 4                                                    | 4                                                    | 4                                                    |
| Circonscriptions                                     | Palencia                                             | 3                                                    | 3                                                    | 3                                                    | 3                                                    | 3                                                    | 3                                                    | 3                                                    | 3                                                    | 3                                                    | 3                                                    | 3                                                    | 3                                                    | 3                                                    | 3                                                    | 3                                                    | 3                                                    |
| Circonscriptions                                     | Las Palmas                                           | 6                                                    | 6                                                    | 6                                                    | 7                                                    | 7                                                    | 7                                                    | 7                                                    | 7                                                    | 8                                                    | 8                                                    | 8                                                    | 8                                                    | 8                                                    | 8                                                    | 8                                                    | 8                                                    |
| Circonscriptions                                     | Pontevedra                                           | 8                                                    | 8                                                    | 8                                                    | 8                                                    | 8                                                    | 8                                                    | 8                                                    | 8                                                    | 7                                                    | 7                                                    | 7                                                    | 7                                                    | 7                                                    | 7                                                    | 7                                                    | 7                                                    |
| Circonscriptions                                     | La Rioja                                             | 4                                                    | 4                                                    | 4                                                    | 4                                                    | 4                                                    | 4                                                    | 4                                                    | 4                                                    | 4                                                    | 4                                                    | 4                                                    | 4                                                    | 4                                                    | 4                                                    | 4                                                    | 4                                                    |
| Circonscriptions                                     | Salamanque                                           | 4                                                    | 4                                                    | 4                                                    | 4                                                    | 4                                                    | 4                                                    | 4                                                    | 4                                                    | 4                                                    | 4                                                    | 4                                                    | 4                                                    | 4                                                    | 4                                                    | 4                                                    | 4                                                    |
| Circonscriptions                                     | Santa Cruz de Tenerife                               | 7                                                    | 7                                                    | 7                                                    | 6                                                    | 7                                                    | 7                                                    | 7                                                    | 7                                                    | 7                                                    | 7                                                    | 7                                                    | 7                                                    | 7                                                    | 7                                                    | 7                                                    | 7                                                    |
| Circonscriptions                                     | Saragosse                                            | 8                                                    | 8                                                    | 8                                                    | 8                                                    | 7                                                    | 7                                                    | 7                                                    | 7                                                    | 7                                                    | 7                                                    | 7                                                    | 7                                                    | 7                                                    | 7                                                    | 7                                                    | 7                                                    |
| Circonscriptions                                     | Ségovie                                              | 3                                                    | 3                                                    | 3                                                    | 3                                                    | 3                                                    | 3                                                    | 3                                                    | 3                                                    | 3                                                    | 3                                                    | 3                                                    | 3                                                    | 3                                                    | 3                                                    | 3                                                    | 3                                                    |
| Circonscriptions                                     | Séville                                              | 12                                                   | 12                                                   | 12                                                   | 12                                                   | 12                                                   | 12                                                   | 13                                                   | 13                                                   | 12                                                   | 12                                                   | 12                                                   | 12                                                   | 12                                                   | 12                                                   | 12                                                   | 12                                                   |
| Circonscriptions                                     | Soria                                                | 3                                                    | 3                                                    | 3                                                    | 3                                                    | 3                                                    | 3                                                    | 3                                                    | 3                                                    | 3                                                    | 2                                                    | 2                                                    | 2                                                    | 2                                                    | 2                                                    | 2                                                    | 2                                                    |
| Circonscriptions                                     | Tarragone                                            | 5                                                    | 5                                                    | 5                                                    | 5                                                    | 5                                                    | 6                                                    | 6                                                    | 6                                                    | 6                                                    | 6                                                    | 6                                                    | 6                                                    | 6                                                    | 6                                                    | 6                                                    | 6                                                    |
| Circonscriptions                                     | Teruel                                               | 3                                                    | 3                                                    | 3                                                    | 3                                                    | 3                                                    | 3                                                    | 3                                                    | 3                                                    | 3                                                    | 3                                                    | 3                                                    | 3                                                    | 3                                                    | 3                                                    | 3                                                    | 3                                                    |
| Circonscriptions                                     | Tolède                                               | 5                                                    | 5                                                    | 5                                                    | 5                                                    | 5                                                    | 5                                                    | 5                                                    | 5                                                    | 5                                                    | 6                                                    | 6                                                    | 6                                                    | 6                                                    | 6                                                    | 6                                                    | 6                                                    |
| Circonscriptions                                     | Valence                                              | 15                                                   | 15                                                   | 15                                                   | 16                                                   | 16                                                   | 16                                                   | 16                                                   | 16                                                   | 16                                                   | 16                                                   | 16                                                   | 15                                                   | 16                                                   | 15                                                   | 15                                                   | 16                                                   |
| Circonscriptions                                     | Valladolid                                           | 5                                                    | 5                                                    | 5                                                    | 5                                                    | 5                                                    | 5                                                    | 5                                                    | 5                                                    | 5                                                    | 5                                                    | 5                                                    | 5                                                    | 5                                                    | 5                                                    | 5                                                    | 5                                                    |
| Circonscriptions                                     | Zamora                                               | 4                                                    | 4                                                    | 4                                                    | 4                                                    | 3                                                    | 3                                                    | 3                                                    | 3                                                    | 3                                                    | 3                                                    | 3                                                    | 3                                                    | 3                                                    | 3                                                    | 3                                                    | 3                                                    |
|                                                      |                                                      |                                                      |                                                      |                                                      |                                                      |                                                      |                                                      |                                                      |                                                      |                                                      |                                                      |                                                      |                                                      |                                                      |                                                      |                                                      |                                                      |
| Total                                                | Total                                                | 350                                                  | 350                                                  | 350                                                  | 350                                                  | 350                                                  | 350                                                  | 350                                                  | 350                                                  | 350                                                  | 350                                                  | 350                                                  | 350                                                  | 350                                                  | 350                                                  | 350                                                  | 350                                                  |

### Résumé
La plus faible participation de l'histoire démocratique fut de 66,23 % en novembre 2019 et la plus forte de 79,97 % en 1982.
Le moins bon score pour un parti vainqueur a été pour le PSOE en novembre 2019, avec 28,00 % des voix. Le meilleur a été 48,11 % des voix pour le même parti en 1982.
La plus forte majorité recueillie a donné 202 sièges pour le PSOE en 1982 et la plus faible 120 sièges pour le même parti en novembre 2019.
Entre 2015 et 2019, l'Espagne connaît quatre élections générales après trois dissolutions — notamment sous l'effet de l'émergence de deux nouveaux partis, Ciudadanos (centre droit) et  Podemos (gauche radicale) —, ce qui constitue une instabilité politique sans précédent depuis le retour de la démocratie,,.

### Remarques sur les partis
Le Parti socialiste ouvrier espagnol et le Parti communiste d'Espagne (aujourd'hui intégré dans la Gauche unie) sont les seuls à avoir participé aux législatives avant et après la dictature franquiste.
Le Parti populaire a été fondé sous ce nom en 1989, mais existe juridiquement depuis 1976 et a porté les noms suivants : 
- Alliance populaire, pour les élections de 1977 ;
- Coalition démocratique (Espagne) (es), pour les élections de 1979 ;
- Coalition populaire pour les élections de 1982 et 1986.

L'Union du centre démocratique s'est dissoute après le scrutin de 1982.

### Remarques sur les résultats
Le PSOE reste, à ce jour, le seul parti à avoir obtenu sa première victoire à la majorité absolue ainsi que deux majorités absolues consécutives.
Adolfo Suárez et José Luis Rodríguez Zapatero sont les deux seuls présidents du gouvernement à avoir remporté deux mandats consécutifs à la majorité relative.
Felipe González est le seul président du gouvernement candidat à sa propre succession à avoir échoué lors d'un scrutin. En effet : 
- en 1982, l'Union du centre démocratique était emmenée par Landelino Lavilla, président du Congrès des députés ;
- en 2004, le Parti populaire était emmené par Mariano Rajoy, son secrétaire général qui fut plusieurs fois ministre de 1996 à 2003.
- en 2011, le Parti socialiste ouvrier espagnol était emmené par Alfredo Pérez Rubalcaba, le vice-président et porte-parole du gouvernement et ministre de l'Intérieur.